# Rio Aiuruoca
Rio Aiuruoca är ett vattendrag i Brasilien.   Det ligger i delstaten Minas Gerais, i den sydöstra delen av landet, 700 km sydost om huvudstaden Brasília.
Omgivningarna runt Rio Aiuruoca är huvudsakligen savann. Runt Rio Aiuruoca är det glesbefolkat, med 10 invånare per kvadratkilometer.